# Caroline Margeridon
Caroline Margeridon, née le 29 septembre 1966 à Biarritz, est une femme d'affaires et entrepreneuse française.
Elle est surtout connue pour sa fonction d'acheteuse professionnelle au sein de l'émission Affaire conclue sur France 2.

## Biographie

### Famille et jeunesse
Caroline Margeridon est née à Biarritz d'une mère antiquaire et d'un père ingénieur des travaux publics qui s'est par la suite reconverti en journaliste,. Elle a deux grandes sœurs et a des origines vietnamiennes par sa mère. Elle est par ailleurs issue d'une famille aisée avec un grand-père homme d'affaires qui possède une grande entreprise de bâtiment.
Elle grandit à Honfleur en Normandie où sa mère exerce sa profession, et se passionne rapidement pour cette dernière.

### Carrière dans l'entrepreneuriat
À l'âge de quinze ans, elle s'établit à Paris pour travailler auprès d'un marchand réputé.
Par la suite, elle développe sa propre activité et organise notamment des salons d'antiquité et d'art contemporain, occupation qui structure sa carrière. Aussi, elle devient spécialiste du mobilier français du XVIIIe.
À partir de 1992, elle crée et dirige une entreprise de gardiennage.
En 2017, elle ouvre une agence de voyage.
En 2018, Caroline Margeridon s'installe au marché Biron aux puces de Saint-Ouen. En janvier 2023, elle est victime d'une agression dans sa boutique à Saint-Ouen.

### Activités médiatiques
En 2016, la femme d'affaires prend part au programme Box aux enchères diffusé sur la chaîne D8. Elle participe également à l'émission Paris est à Vous ! sur BFM Business.
En 2017, elle intègre la nouvelle émission Affaire conclue sur France 2, présentée par Sophie Davant et consacrée à l’univers de la brocante et des antiquités. Au fur et à mesure des saisons, Caroline Margeridon mène des achats aux montants hétéroclites selon les objets proposés, et devient l'un des membres emblématiques de l'émission, avec de ce fait une notoriété croissante. Ainsi, elle possède une audience importante sur les réseaux sociaux dans lesquels elle publie régulièrement.
Sa célébrité lui permet les années suivantes de participer à d'autres programmes de télévision en tant qu'invitée et candidate, avec Fort Boyard à partir de 2021, Le Grand Concours, 100% logique ou encore Les Enfants de la télé. En 2022 et 2023, elle est jurée dans l'émission Le Grand Concours des régions - "Quelle sera la meilleure danse folklorique de France ?" diffusée sur France 3. Elle est l'une des candidates en 2023 de la saison 2 du jeu estival Les Traîtres sur M6.
À partir de la rentrée 2023, elle est chroniqueuse dans l'émission Sophie & Les Copains animée par Sophie Davant sur Europe 1.
En février 2024, elle prend part à la saison 13 de Danse avec les stars sur TF1 avec Christian Millette comme partenaire de danse,. Le duo est éliminé au terme de la troisième semaine de compétition. 
En juin 2024, elle participe à Qui dort perd ! La grande expérience du sommeil sur France 2 avec Titoff, Paloma ou encore Linda Hardy. En juillet de la même année, elle est juge invitée aux côtés de ses enfants dans Les Plus Belles Vacances sur TF1. En août et septembre 2024, elle est chroniqueuse dans Les traîtres : révélations sur la suite... présentée par Juju Fitcats en seconde partie de soirée sur M6.
Elle joue le rôle de Carmen dans l'épisode La septième danse de la série Capitaine Marleau diffusé sur France 2 en mai 2025.

## Télévision et radio
- 2013-2014 :  Paris est à Vous ! sur BFM Business
- 2016 :  Box aux enchères sur D8
- Depuis 2017 : Affaire conclue sur France 2
- 2021-2023 : Fort Boyard sur France 2 : candidate
- 2022 et 2025 : 100% logique sur France 2
- 2022-2023 : Le Grand Concours des régions sur France 3 : jurée
- 2023-2024 : Sophie et les copains sur Europe 1 : chroniqueuse
- 2023 : Les Traîtres (saison 2) sur M6 : candidate
- 2023-2025 : Le Grand Concours sur TF1
- 2024 : Saison 13 de Danse avec les stars sur TF1
- 2024 : Les traîtres : révélations sur la suite... sur M6 : chroniqueuse
- 2024 : Qui dort perd ! La grande expérience du sommeil sur France 2
- 2024 : Les Plus Belles Vacances sur TF1 : jurée
- 2025 : J'en connais un rayon sur M6

## Vie privée
Caroline Margeridon a été en couple avec le jockey Gérald Mossé. Ensemble, ils ont eu deux enfants, Alexandre et Victoire ; la relation a pris fin quelques années après la naissance des enfants.
En 2020, elle déclare pratiquer le judaïsme après s'être convertie par le passé.
Début 2021, la Parisienne est victime d'un cambriolage d'un montant de 500 000 euros selon l'AFP,. Durant la même année, elle publie son autobiographie. En 2021, elle déclarait également que sa mère aurait eu une relation avec le célèbre chanteur Johnny Hallyday.